# Липовка (Воскресенский район)
Липовка — деревня в Воскресенском районе Нижегородской области. Входит в состав Глуховского сельсовета.

## География
Находится на левобережье реки Ветлуга, в заветлужье.

## История
Поселение основано на впадении реки Котеленга в реку Ветлуга. С течением веков р. Ветлуга ушла на несколько километров в сторону, а река Котеленга после бурной вырубки лесов высохла, остался лишь небольшой ручей. В настоящее время около селения присутствуют только искусственные водоёмы.
Прежнее название деревни — Кобылино. Предположительно являлась родовым имением Кобылиных (Кобылы), или основателем деревни был некто с фамилией Кобыла, так как в те времена поселения назывались по фамилии основателя. Упоминаний о истории деревни Кобылино в открытых источниках нет, но на картах генерального межевания конца XVIII век после передела границ в 1775—1778 гг. деревня Кобылино уже обозначена. Так же, согласно Топографическим межевым атласам Менде А. И. 1850-х гг. деревня Кобылино обозначена как довольно большой населённый пункт для того времени, насчитывавший 36 дворов. Деревня Кобылино относилась к Глуховской волости, Макарьевского уезда Нижегородской губернии по описи населённых мест Нижегородской губернии Макарьевского уезда от 1859 года д. Кобылино имеет 45 дворов, в которых проживало 108 человек мужского пола и 135 женского пола. Деревня Кобылино до революции 1917 года была усадьбой промышленника Шуртыгина. Шуртыгин В. И. — потомственный почетный гражданин. Председатель правления и директор Товарищества лесопромышленности, торговли, устройства заводских предприятий и судоходства В. И. Шуртыгина (Нижегородская губерния), директор Нижегородского общества «Торф».
В 1961 году указом Президиума Верховного Совета РСФСР деревня Кобылино переименована в Липовку.
В деревне до сих пор сохранились постройки усадьбы Шуртыгиных, а также лесной сад, посаженый возле усадьбы.
Улицы деревни:
- Новая
- Центральная
- Шуртыгинская

Распространенные фамилии — Бурмистровы, Зверевы, Рябинины, Феденёвы, Шибаревы.

## Население
| 1999 | 2002 | 2010 |
| ---- | ---- | ---- |
| 160  | ↘145 | ↗147 |